# Alf (Gemeinde)

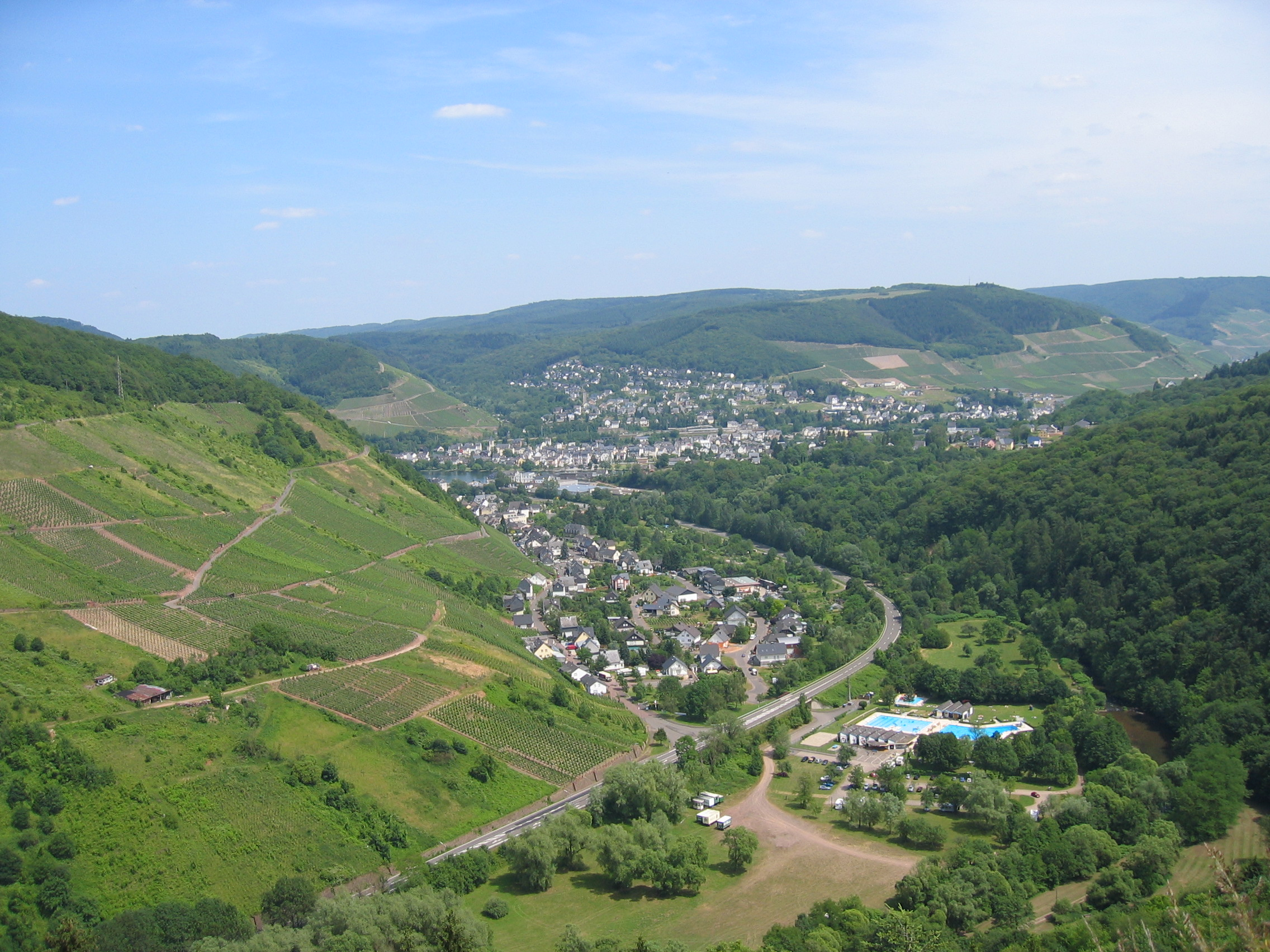
Alf mit seinem Freibad, im Hintergrund ist Bullay zu sehen

Alf ist eine Ortsgemeinde im Landkreis Cochem-Zell in Rheinland-Pfalz. Sie gehört der Verbandsgemeinde Zell (Mosel) an.

## Geographie
Bei Alf mündet die über 50 km lange Alf, von den Ortsteilen Höllenthal und Fabrik her kommend, linksseitig in die Mosel. Die Burg Arras ist ein weiterer Ortsteil von Alf. Nachbarorte sind unter anderem St. Aldegund weiter flussabwärts, das am Gegenufer liegende Bullay und das ebenfalls am rechten Moselufer liegende Pünderich, das zwar in Luftlinie weniger als 2 km südlich von Alf liegt, aber wegen der dazwischen von der Mosel durchflossenen Zeller Talschleife fast 12 km weiter aufwärts am Fluss. Das Gebiet der Ortsgemeinde umfasst 6,33 km², davon sind 0,67 km² Weinlagen und 3,79 km² Wald.

## Geschichte
In vorrömischer Zeit von Kelten bewohnt, geht der Name auf die römische Siedlung Albis (erste Erwähnung um 50 v. Chr.) zurück. Alf gehörte im Mittelalter zur Herrschaft der nahe gelegenen Burg Arras, die wiederum ein Lehen von Kurtrier war. Ab 1794 stand Alf unter französischer Herrschaft und gehörte bis 1814 zur Mairie Eller im Kanton Cochem. 1815 wurde der Ort auf dem Wiener Kongress dem Königreich Preußen zugeordnet.
Seit 1946 ist der Ort Teil des damals neu gebildeten Landes Rheinland-Pfalz.
Statistik zur Einwohnerentwicklung
Die Entwicklung der Einwohnerzahl der Gemeinde Alf, die Werte von 1871 bis 1987 beruhen auf Volkszählungen:
| Jahr | Einwohner |
| ---- | --------- |
| 1815 | 659       |
| 1835 | 1.023     |
| 1871 | 1.122     |
| 1905 | 1.764     |
| 1939 | 1.377     |
| 1950 | 1.522     |
| 1961 | 1.410     |

| Jahr | Einwohner |
| ---- | --------- |
| 1970 | 1.272     |
| 1987 | 1.058     |
| 1997 | 1.002     |
| 2005 | 946       |
| 2011 | 871       |
| 2017 | 844       |
| 2023 | 826       |

## Politik

### Gemeinderat
Der Gemeinderat in Alf besteht aus zwölf Ratsmitgliedern, die bei der Kommunalwahl am 9. Juni 2024 in einer personalisierten Verhältniswahl gewählt wurden, und dem ehrenamtlichen Ortsbürgermeister als Vorsitzendem.
Die Sitzverteilung im Gemeinderat:
| Wahl | SPD               | CDU               | WGR *             | Gesamt   |
| ---- | ----------------- | ----------------- | ----------------- | -------- |
| 2024 | 4                 | –                 | 8                 | 12 Sitze |
| 2019 | per Mehrheitswahl | per Mehrheitswahl | per Mehrheitswahl | 12 Sitze |
| 2014 | 6                 | 3                 | 3                 | 12 Sitze |
| 2009 | 5                 | 4                 | 3                 | 12 Sitze |
| 2004 | 4                 | 4                 | 4                 | 12 Sitze |

### Bürgermeister
Christian Bömer wurde am 10. August 2022 Ortsbürgermeister von Alf. Bei der Direktwahl am 3. Juli 2022 war der bisherige Erste Beigeordnete, der bereits seit März die Amtsgeschäfte geführt hatte, mit einem Stimmenanteil von 85,1 % als einziger Kandidat gewählt worden. Bei der Direktwahl am 9. Juni 2024 setzte sich Bömer mit 75,8 % der Stimmen erneut gegen Peter Mittler jun. durch. Die Wahlbeteiligung lag bei 62,6 %.
Bömers Vorgängerin Miriam Giardini-Molzahn hatte das Amt am 27. Juni 2019 von Peter Mittler senior (SPD) übernommen, der bei den rheinland-pfälzischen Kommunalwahlen 2019 nicht erneut angetreten war. Bei der Direktwahl am 26. Mai 2019 war sie mit einem Stimmenanteil von 69,28 % für fünf Jahre gewählt worden. Der weitere Kandidat Peter Mittler jun. erhielt 30,72 % der Stimmen. Mit Wirkung zum 28. Februar 2022 legte sie ihr Amt jedoch vorzeitig nieder, wodurch die Neuwahl erforderlich wurde.

## Kultur und Sehenswürdigkeiten
Sehenswert ist die über dem Ort gelegene, im frühen 12. Jahrhundert gegründete Burg Arras, die Anfang des 20. Jahrhunderts wiederaufgebaut wurde. In der Nähe liegt auch die zu Zell gehörige Marienburg. Wahrzeichen des Orts ist der 1734 erbaute Glockenturm, ursprünglich Teil der barocken Pfarrkirche, heute freistehend als eine Art Campanile neben dem Pfarrheim, seitdem die alte Pfarrkirche abgerissen und 1892–1894 neu erbaut wurde. Die aus Bruchstein gefertigte neue Pfarrkirche St. Remigius besitzt eine reiche neugotische Ausstattung. Auf dem Kirchenvorplatz zeigt eine Statue aus dem 15. Jahrhundert das Motiv „Christus in der Rast“, daneben befindet sich eine neugotische Kreuzigungsgruppe.

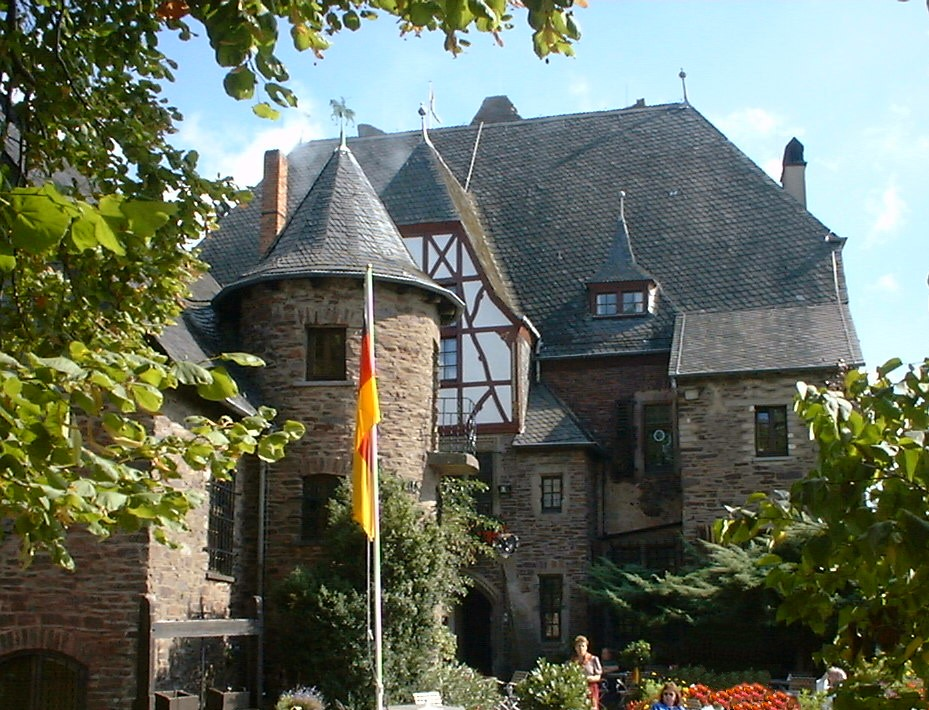
Burg Arras
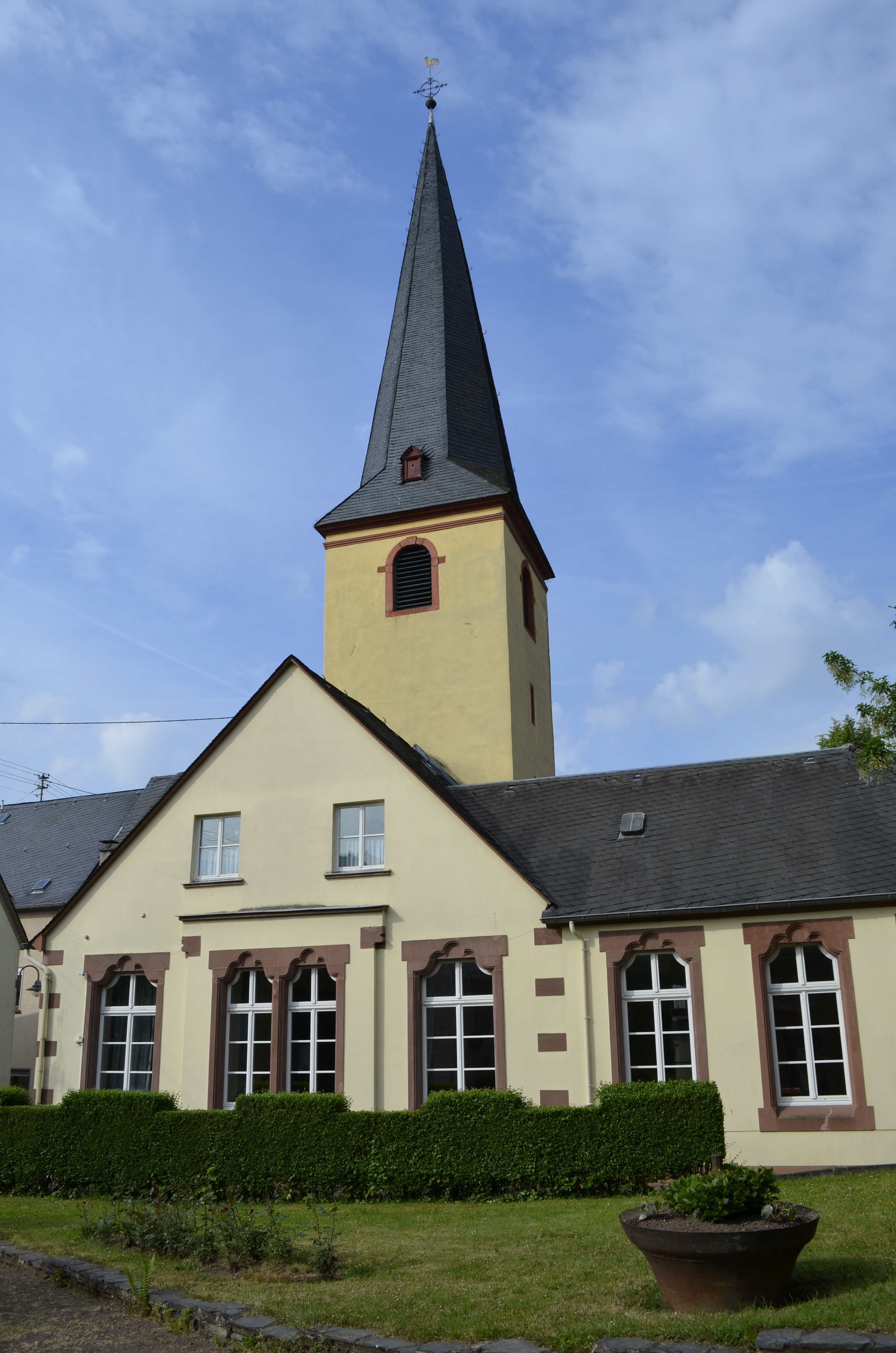
Alter Kirchturm
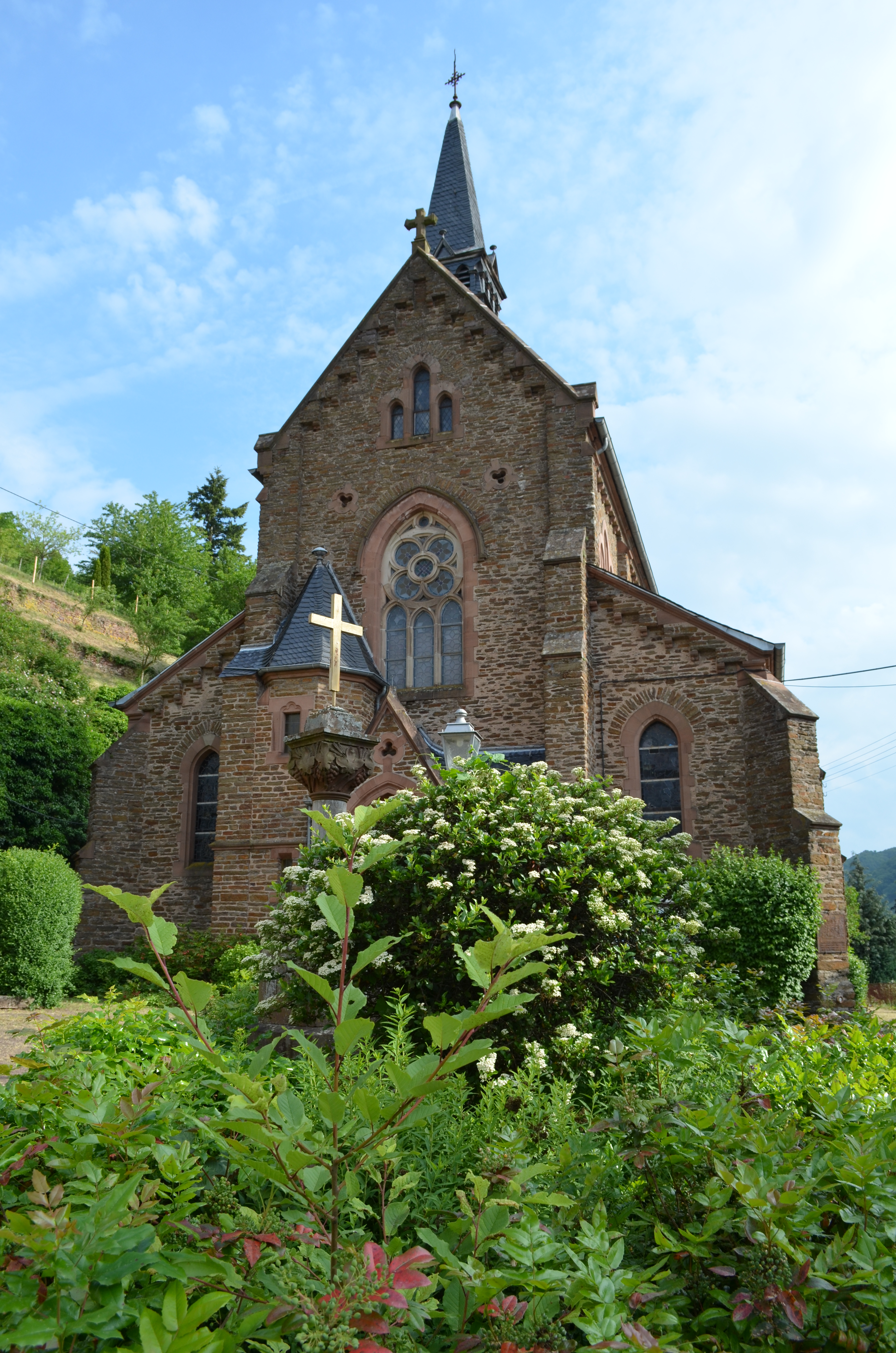
Pfarrkirche St. Remigius
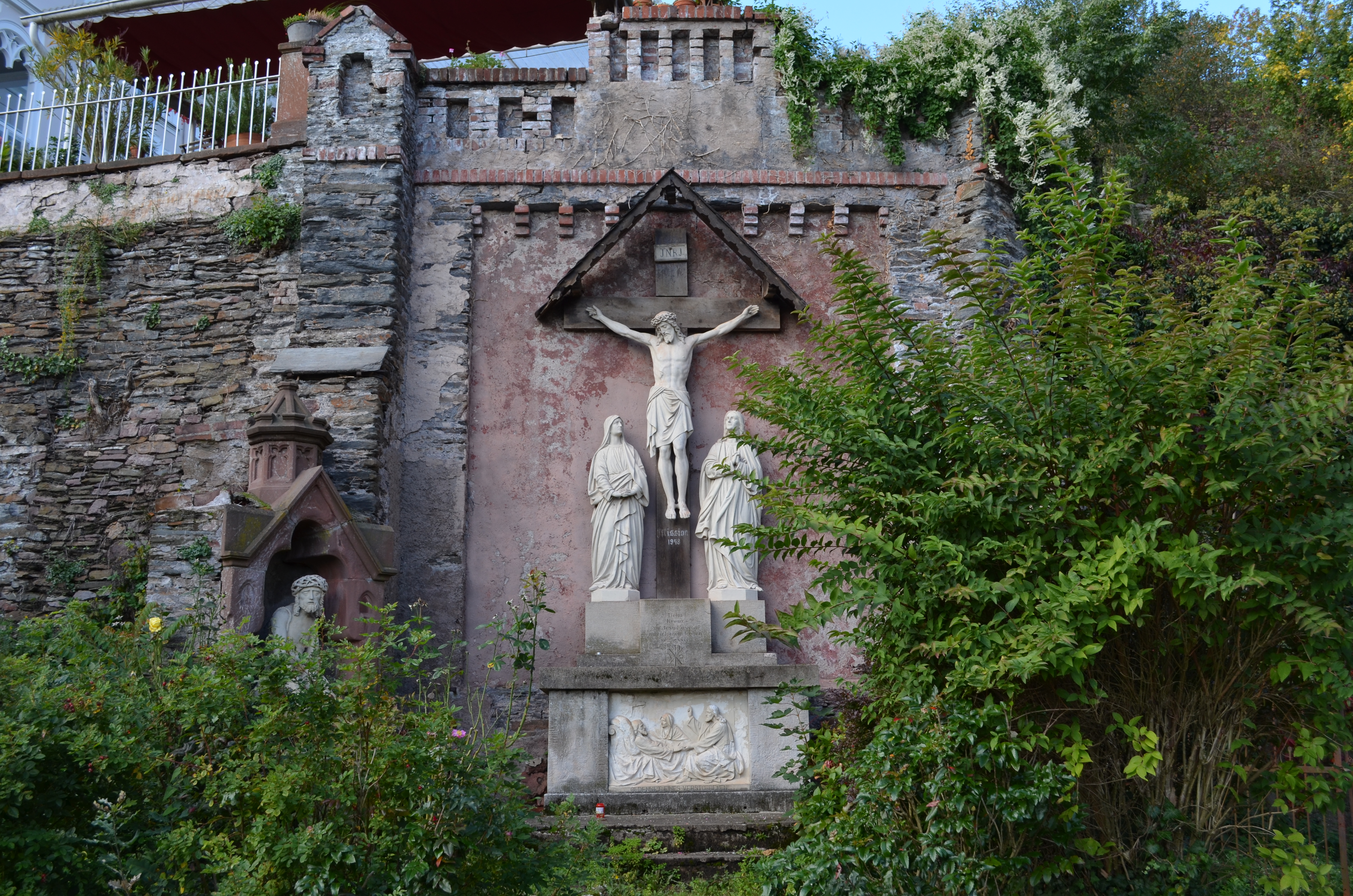
Neugotische Kreuzigungsgruppe

Um den Glockenturm herum an der Straße Auf Kockert erstreckt sich der historische Ortskern. Im alten Schulhaus, einem Fachwerkbau aus dem frühen 17. Jahrhundert, befindet sich ein kleines Heimatmuseum, das auch Auskünfte über die Industriegeschichte des Orts gibt. Schräg gegenüber an einem kleinen Dorfplatz erhebt sich das im 16. Jahrhundert erbaute ehemalige Kurtrierer Amtshaus als dreigeschossiger Steinbau. Das Dachwerk wurde um 1620 erneuert. Besonders alte Gebäude haben sich auch im Bereich zwischen der Willburg- und der Brunnenstraße erhalten. Ein spätmittelalterliches Burgmannenhaus in der Willburgstraße 5 wurde auf 1448 datiert und bildet damit wahrscheinlich das älteste Haus des Ortes. Das massive Fachwerkhaus Brunnenstraße 1 an der Ecke zur Ferdinand-Remy-Straße stammt von um 1600.

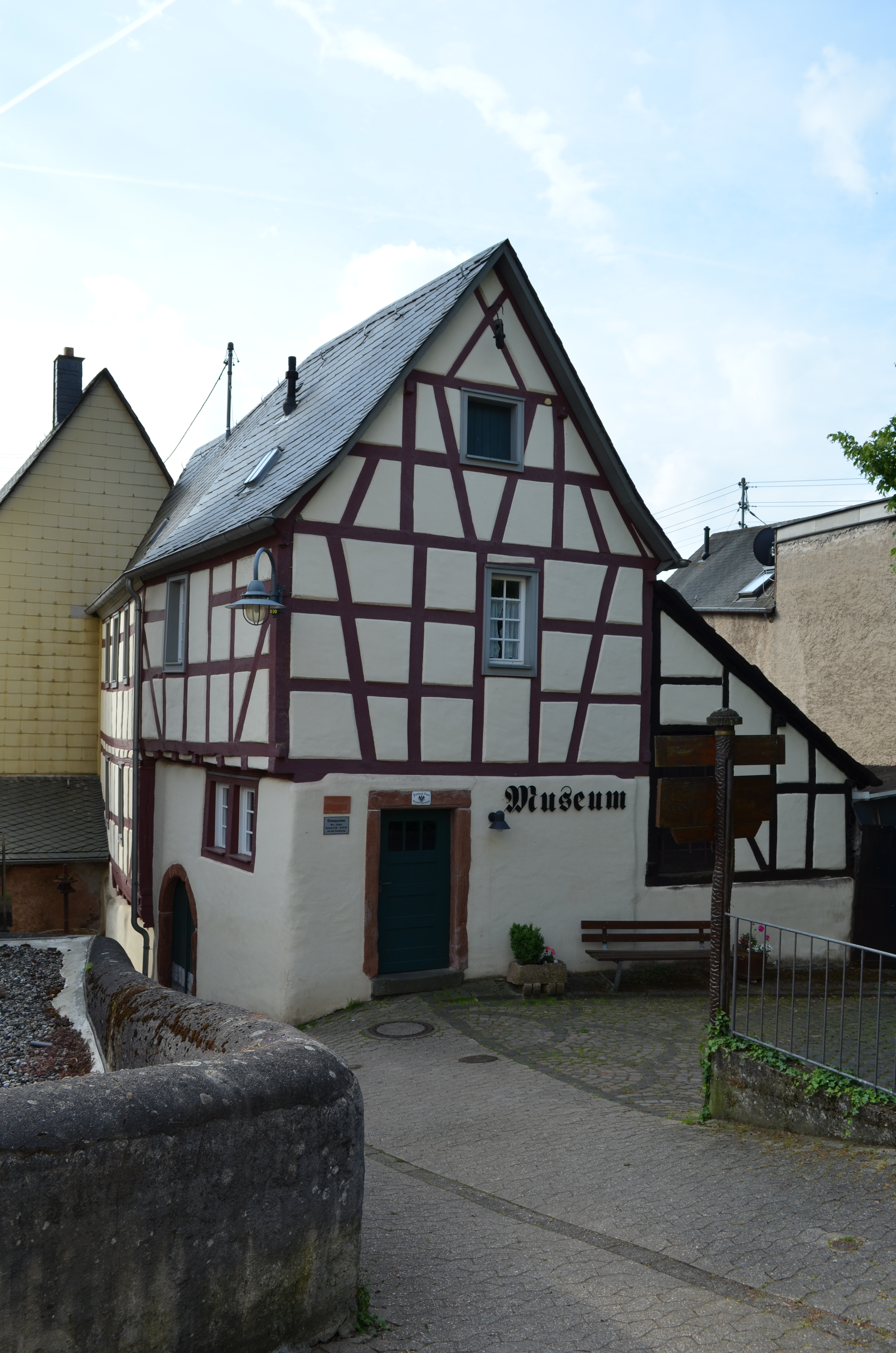
Altes Schulhaus
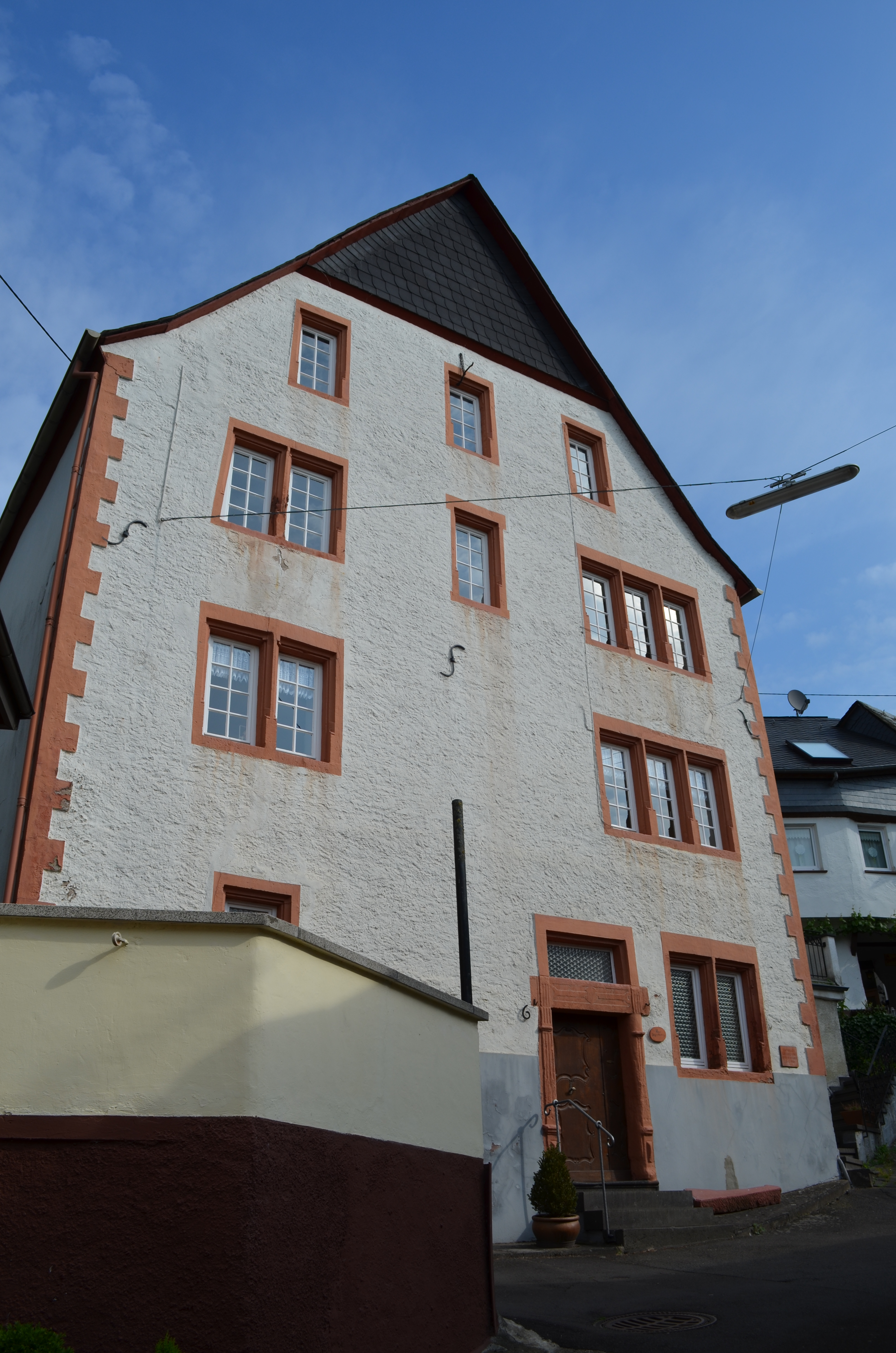
Kurtrierisches Amtshaus
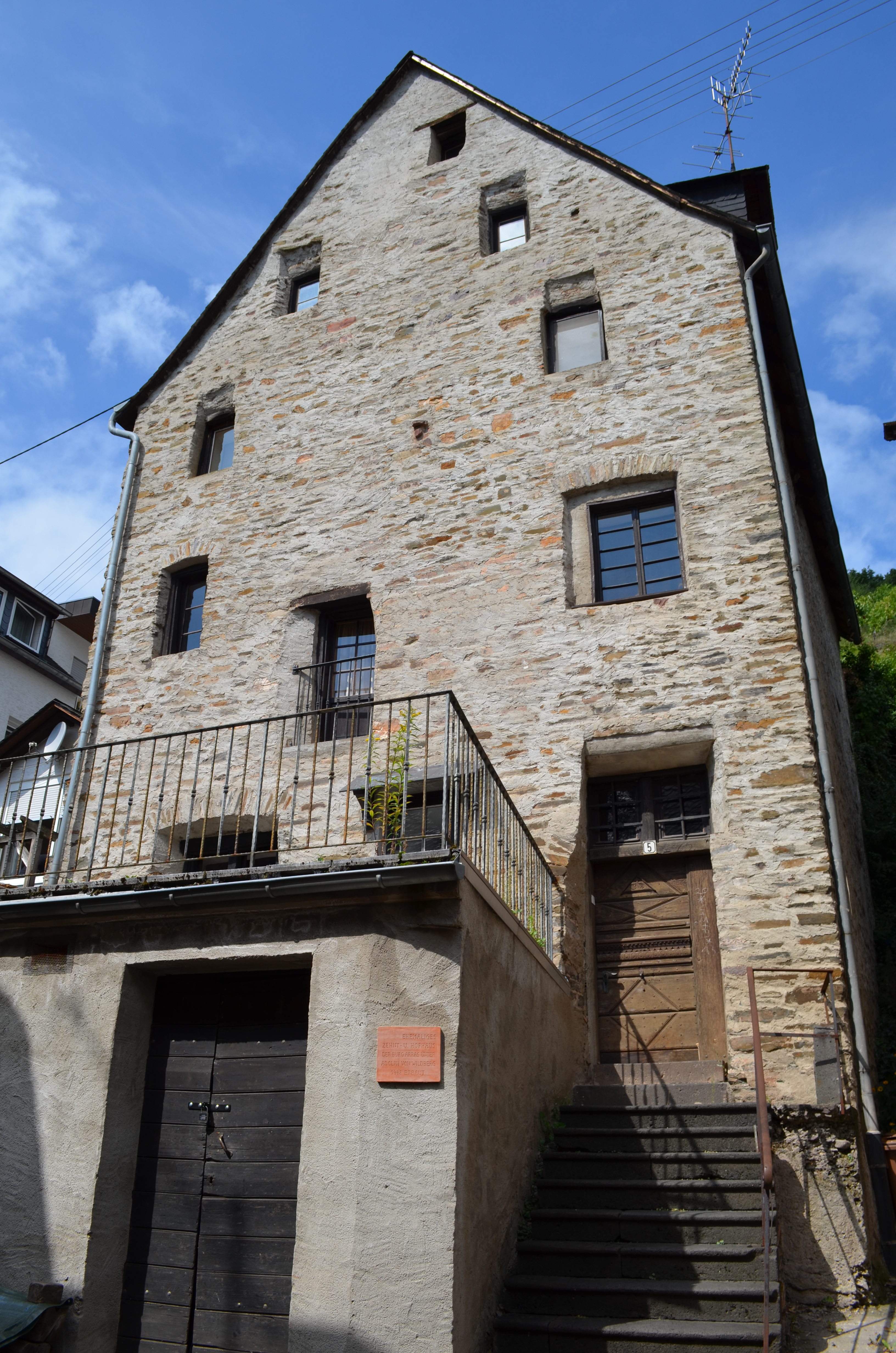
Spätmittelalterliches Burgmannenhaus
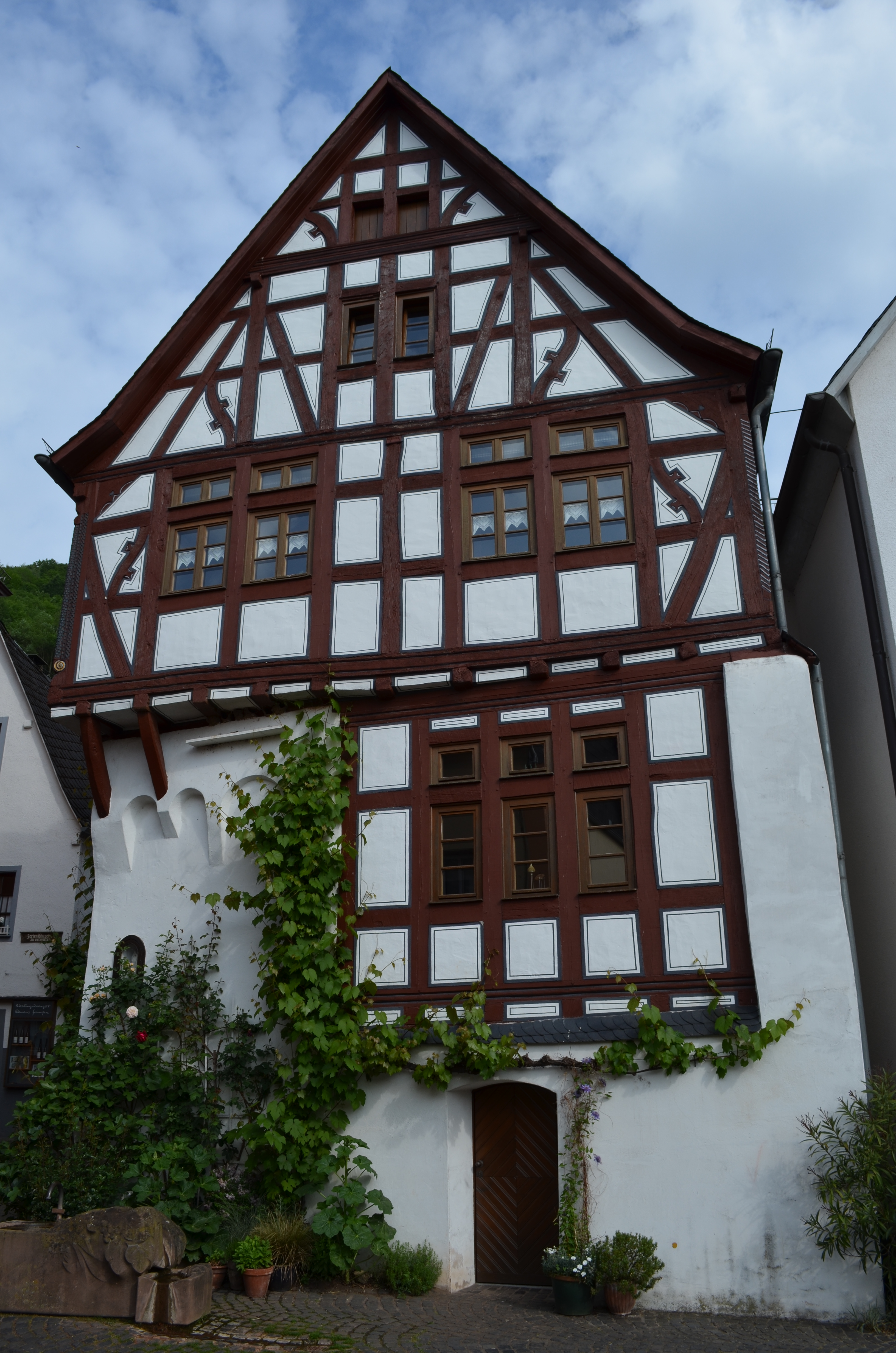
Fachwerkhaus

Aus dem 19. Jahrhundert stammen der ehemalige Thurn- und Taxische Hof in der Koblenzerstraße 18 (um 1810) und die klassizistischen Villen und Wohnhäuser in der Straße Auf der Hill, auf einer Anhöhe zwischen dem Fluss Alf und der Mosel gelegen. Die markante Bergkapelle in den Weinbergen über dem Ort stammt ebenfalls aus dieser Zeit. Die Hauptstraßen des Ortes, die Kirch-, die Ferdinand-Remy- sowie die Brückenstraße wurden zur Zeit der Jahrhundertwende zum 20. Jahrhundert vor allem mit gründerzeitlichen Gebäuden wie dem späthistoristischen Wohn- und Geschäftshaus Ferdinand-Remy-Straße 1 (1902) bebaut. Zusätzlich entstanden Villenbauten wie  die Jugendstilvilla Auf Kockert 14 (um 1900) direkt über der Kirche oder klassizierende Mansardwalmdachbau Auf Tannerd 7 (1920er Jahre) hoch über der Mosel.

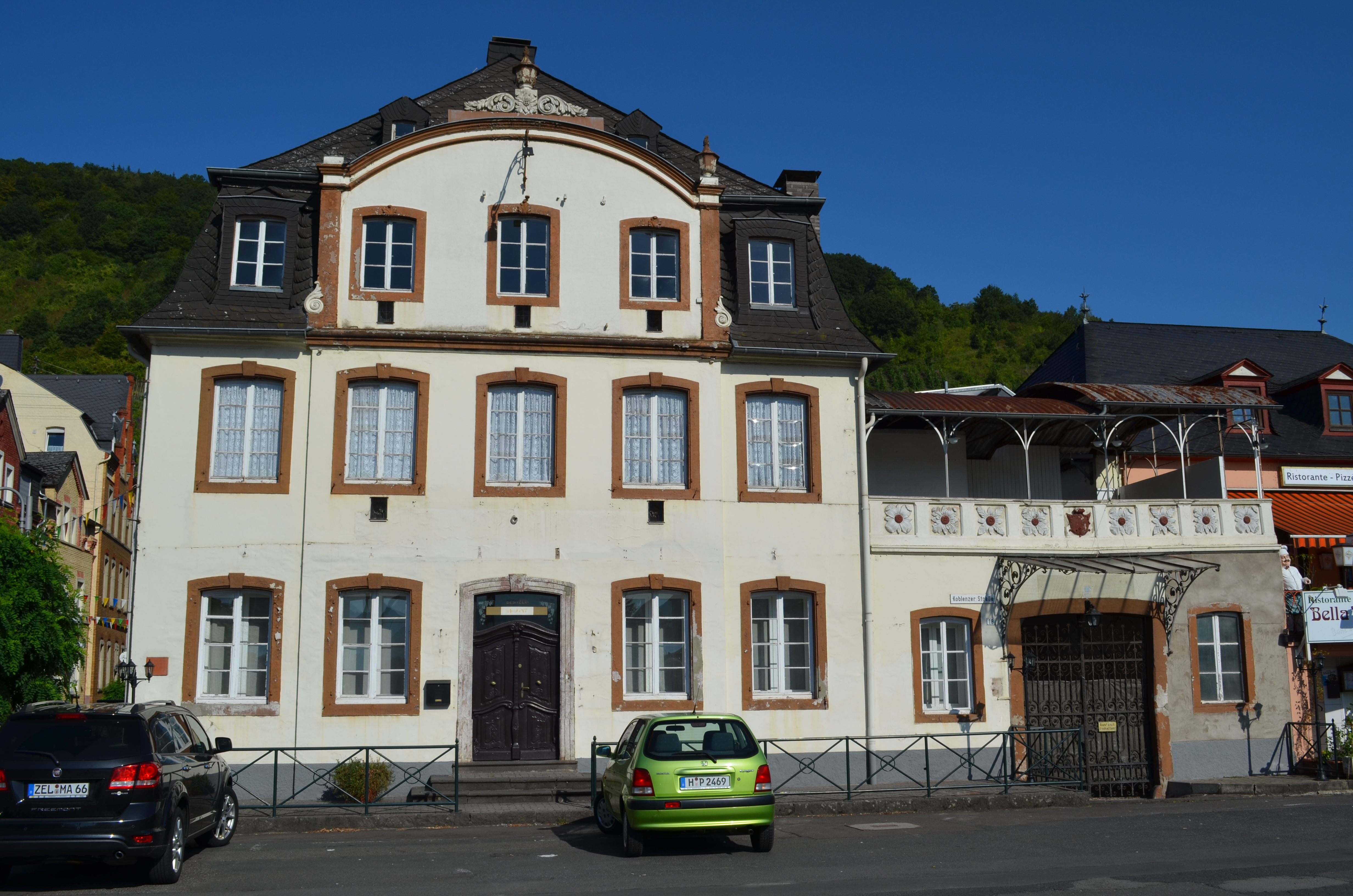
Ehemaliger Thurn- und Taxischer Hof
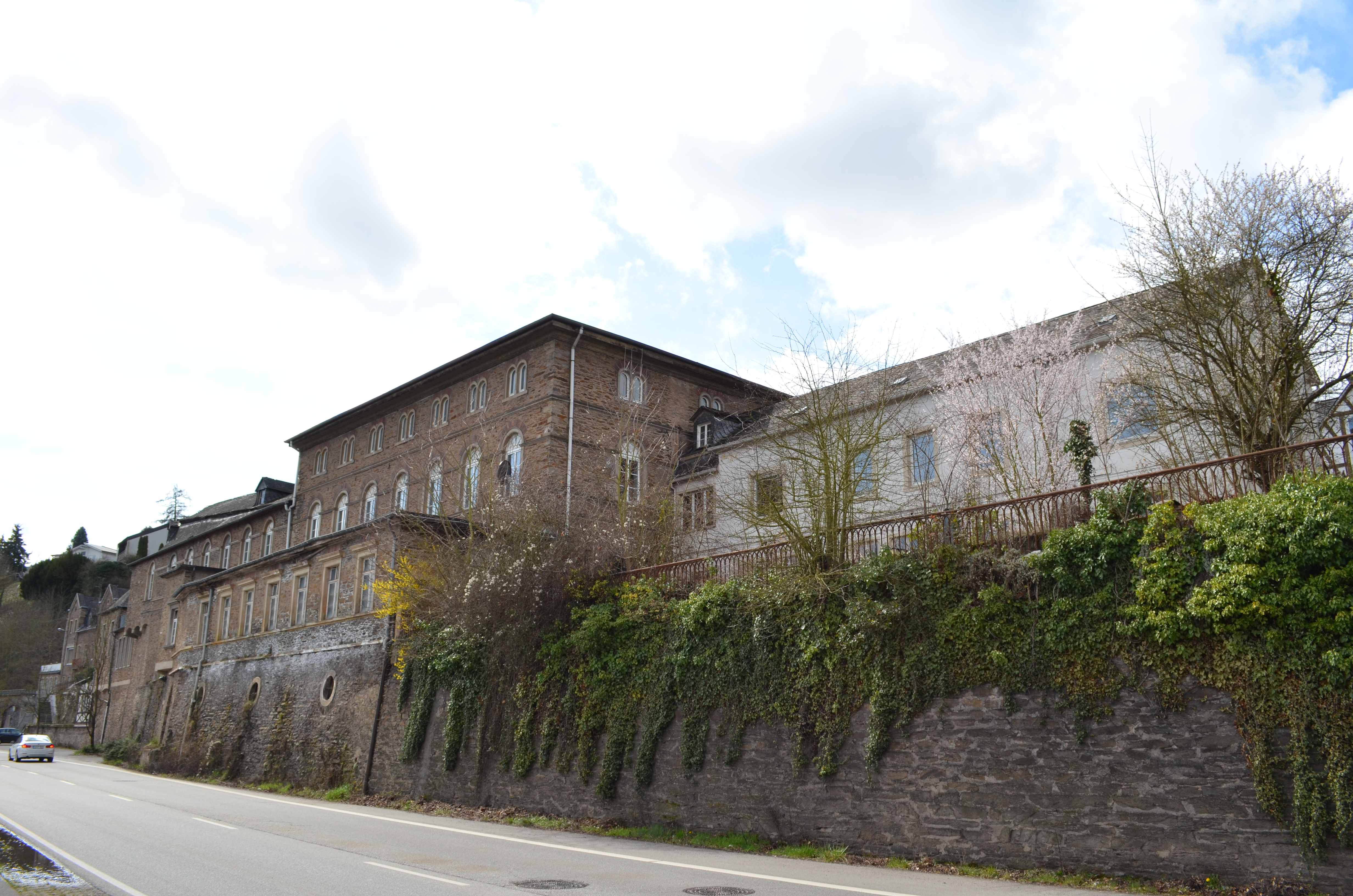
Spätklassizistisches Kellereigebäude
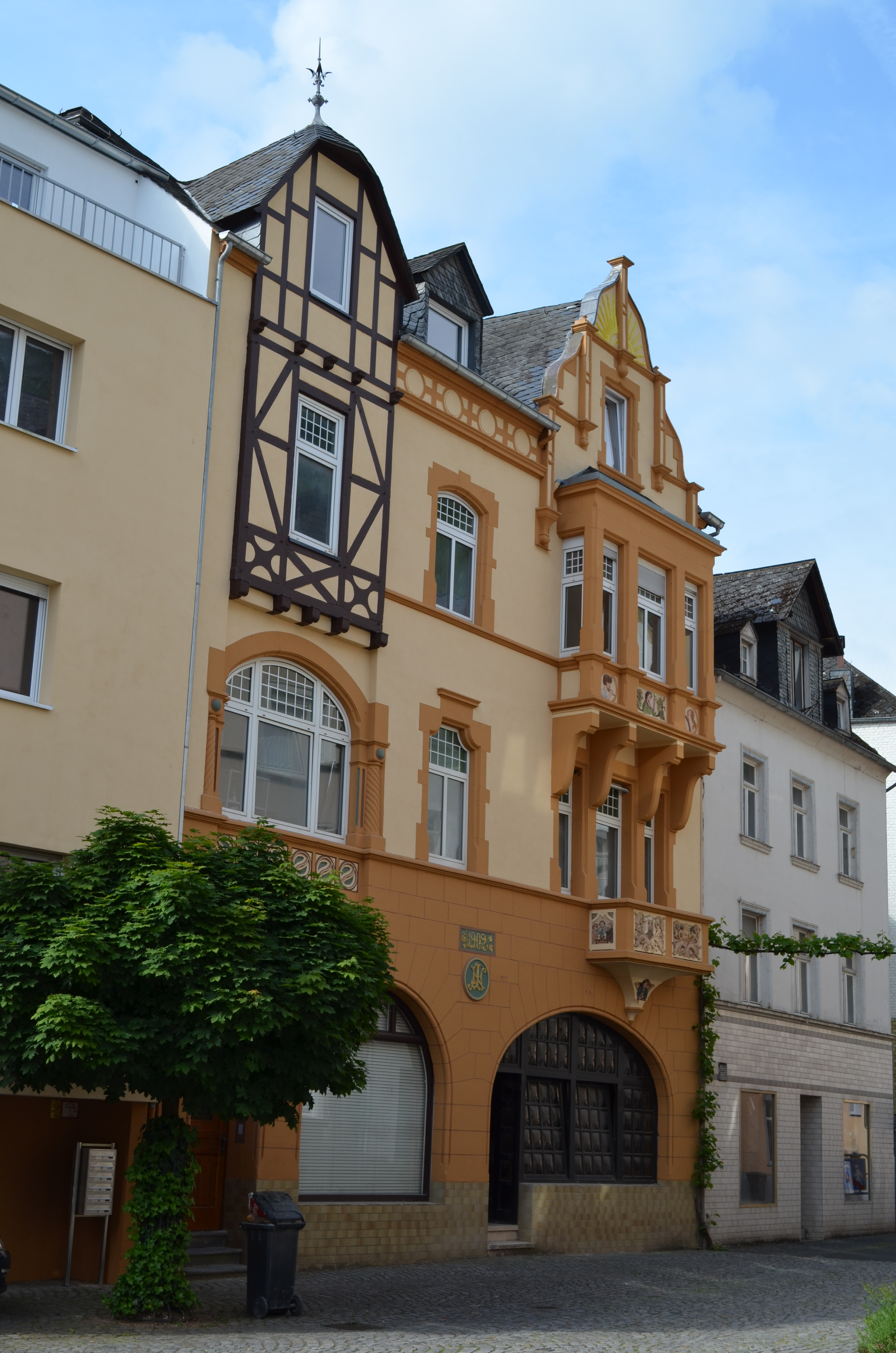
Gründerzeitliches Wohn- und Geschäftshaus
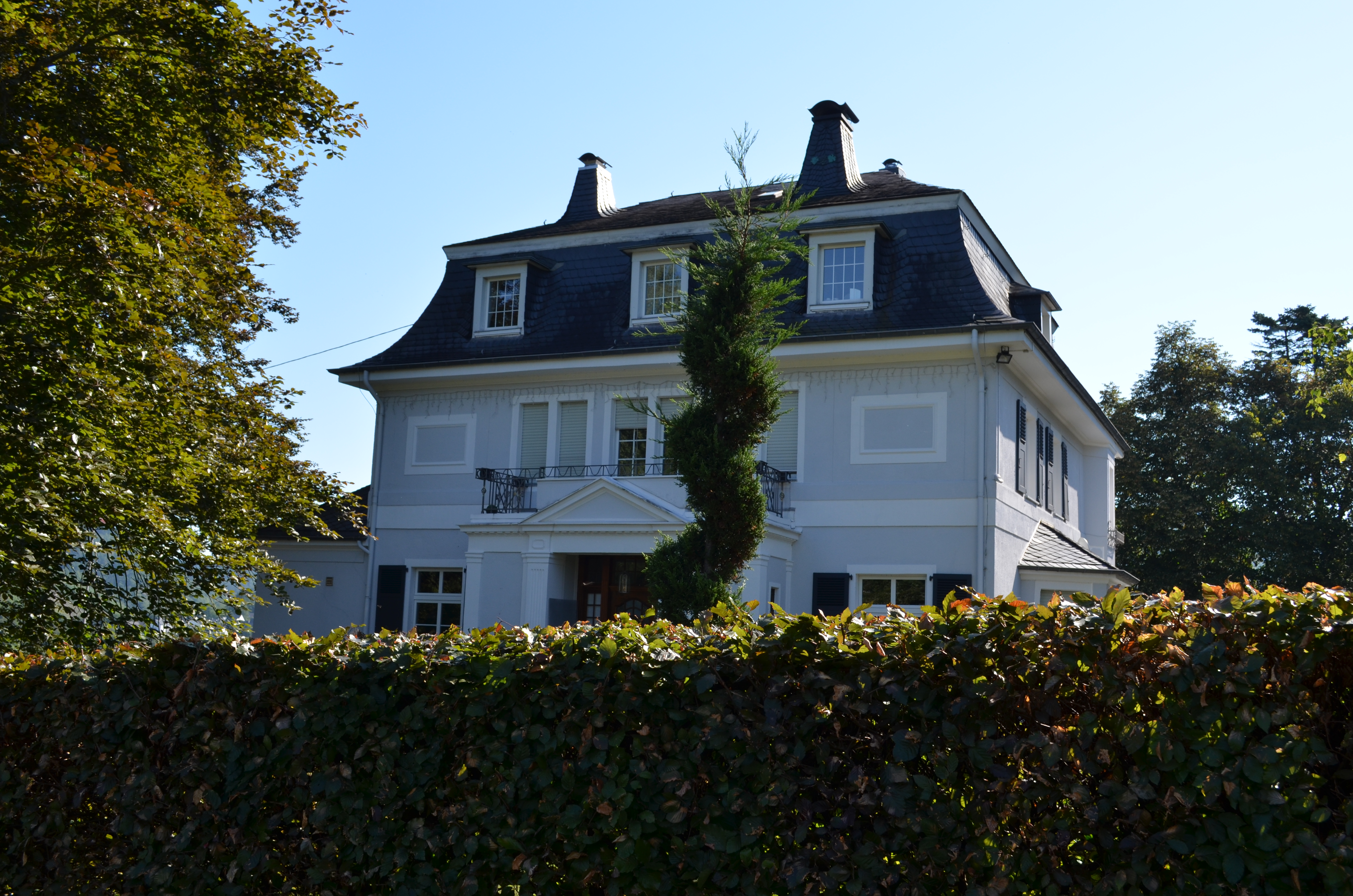
Klassizierende Villa

Aus dem Jahr 2009 stammt der heutige Prinzenkopfturm an der engsten Stelle der Moselschleife „Zeller Hamm“, der sich schon auf dem Gemeindegebiet von Pünderich befindet. Der bereits vierte Aussichtsturm an dieser Stelle bietet einen weiten Blick über beide Enden der Moselschleife zwischen Bullay und Pünderich sowie über Kondelwald und Hunsrückhöhen.

## Wirtschaft und Infrastruktur

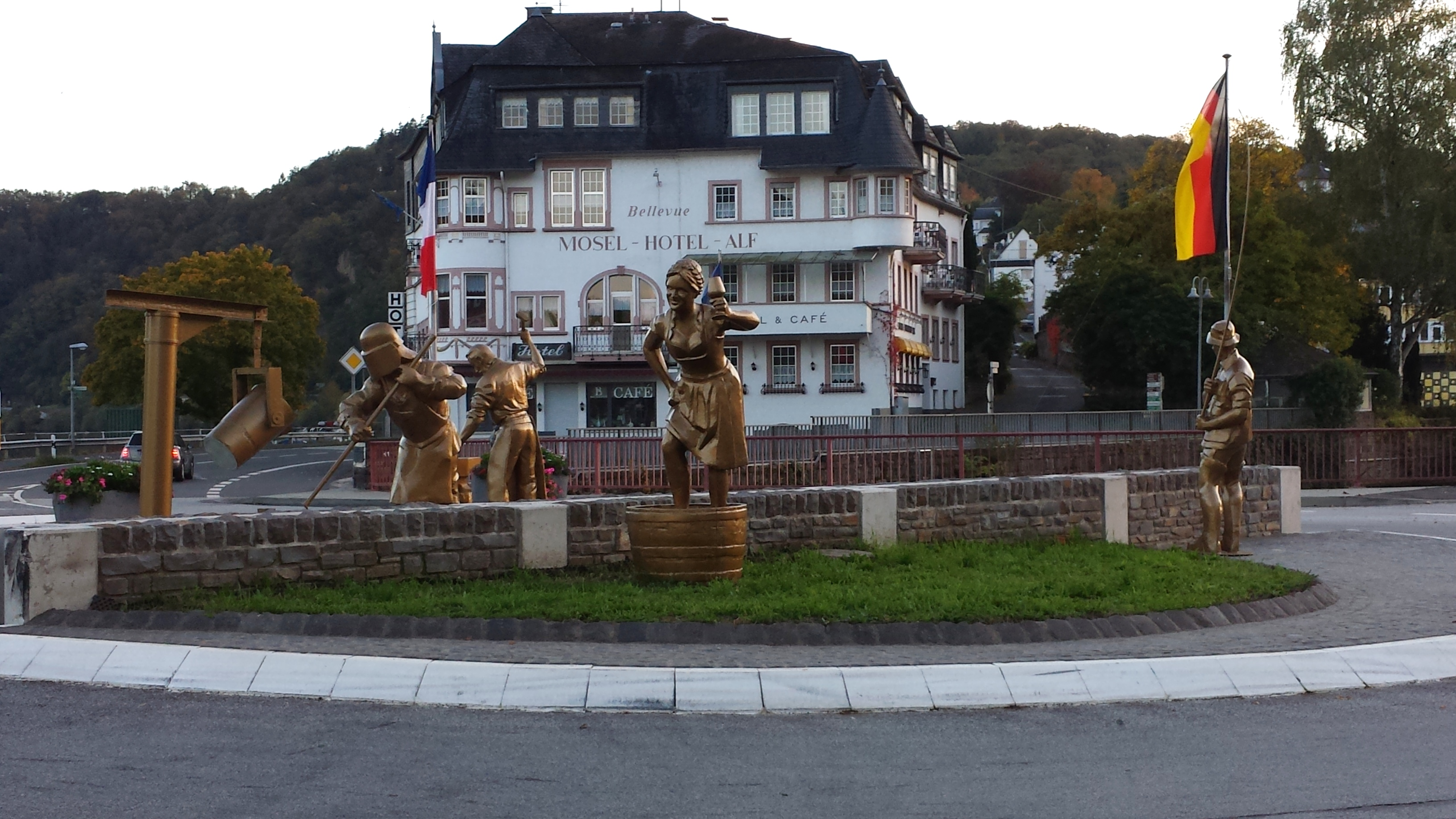
Verkehrskreisel mit Skulpturen des Künstlers Turgut Gül

### Wirtschaft
Größter Arbeitgeber in Alf und der Region ist der finnische Verpackungskonzern Huhtamaki, der im Ortsteil Alf-Fabrik eines seiner weltweit rund 70 Werke hat. Hier werden starre Kunststoffe im Tiefzugverfahren und Hartpapiere für Verpackungszwecke produziert.

### Verkehr
Gegenüber von Alf liegt der größere Ort Bullay mit einem Bahnhof an der Bahnstrecke Koblenz–Trier, gut erreichbar über die Doppelstockbrücke (Bullay). Alf ist der Verkehrsknotenpunkt der Bundesstraßen 49, die die Mosel entlang führt, und 53, die die Verbindung nach Wittlich und der A 1 herstellt.
Die Fähre Alf – Bullay, eine kleine Motorfähre für Personen und Fahrräder, verbindet Alf mit Bullay.

## Persönlichkeiten

### In Alf geboren
- Wilhelm von Arras (* um 1310; † nach 1353), Domkapitular in Trier
- Peter Anton Juley (1862–1937), Postassistent (Telegrafist), Kunstfotograf sowie offizieller Fotograf von Theodore Roosevelt
- Ferdinand Weeser-Krell (1883–1957), Maler und Grafiker
- Jo Niemeyer (* 1946), Grafiker, Designer und Maler
- Ottmar Dillenburg (* 1961), deutscher Priester

### Mit Alf verbunden
- Ewald Drathen (1901–1993), Weingroßhändler und Mitglied des Landtags (CDU)
- Ferdinand Remy (1788–1848), Kommerzienrat und Eisenwerkbesitzer (Alf-Fabrik)

## Kurioses
Nach dem großen Erfolg der US-amerikanischen Fernsehserie Alf und dem Beginn der deutschen Ausstrahlung Anfang 1988 wurde die Ortstafel von Alf, ähnlich wie im Falle Fuckings und in Wacken, mehrfach gestohlen. Um den Diebstählen vorzubeugen, bot die Gemeinde Alf schließlich den Kauf von Ortsschildern an, die eigens zu diesem Zweck einseitig bedruckt waren. Damit diese Schilder von den abmontierten unterscheidbar waren, wurden diese Kaufschilder mit dem Gemeindestempel und der Unterschrift des damaligen Ortsbürgermeisters Wilhelm Nicolay auf der Rückseite versehen.